# Walter Ibáñez (futbolista)
Walter Fernando Ibáñez Costa (Rivera, Departamento de Rivera, Uruguay, 10 de diciembre de 1984) es un exfutbolista y representante de futbolistas uruguayo. Jugaba como defensa central y su último club fue el Deportivo Maldonado de Uruguay.

## Trayectoria
En el 2012 llega a Alianza Lima procedente de Defensor Sporting. En poco tiempo se convirtió en un referente del equipo debido a su solvencia y su liderazgo en la defensa. En su primer año jugó la Copa Libertadores 2012 y jugó en 38 partidos, siendo el jugador con más partidos en el equipo, además de anotar 6 goles. En 2018 llega al Cienciano a ayudarlo a volver a Primera. En 2019 llega a defender los colores de Rampla Jrs. de Uruguay.
En julio de 2019 ficha por el Club Deportivo Maldonado de la Segunda División de Uruguay, obteniendo el ascenso a la Primera División de Uruguay y siendo titular en el partido definitorio contra Club Atlético Torque.
En una entrevista brindada al diario El Comercio de Perú, el «colo» confirmó que debido a la llegada de la pandemia se sintió desmotivado de continuar su carrera futbolística por lo que tomó la decisión de retirarse. Hoy en día se desenvuelve como representante e intermediario de futbolistas.

## Clubes
| Club                 | País          | Año           | Partidos | Goles |
| -------------------- | ------------- | ------------- | -------- | ----- |
| CA Fénix             | Uruguay       | 2005-2008     | 64       | 2     |
| River Plate          | Uruguay       | 2008          | 11       | 0     |
| Defensor Sporting    | Uruguay       | 2009          | 12       | 1     |
| Cerro                | Uruguay       | 2010          | 18       | 0     |
| Defensor Sporting    | Uruguay       | 2010-2011     | 30       | 1     |
| Alianza Lima         | Perú          | 2012-2014     | 129      | 25    |
| Universidad Católica | Chile         | 2015          | 15       | 1     |
| Alianza Lima         | Perú          | 2016          | 40       | 4     |
| Cerro                | Uruguay       | 2017          | 3        | 0     |
| Deportivo La Guaira  | Venezuela     | 2017          | 6        | 0     |
| Cienciano            | Perú          | 2018          | 33       | 6     |
| Rampla Juniors       | Uruguay       | 2019          | 7        | 1     |
| Deportivo Maldonado  | Uruguay       | 2019          | 5        | 1     |
| Total carrera        | Total carrera | Total carrera | 373      | 42    |

## Palmarés

### Campeonatos nacionales
| Título           | Club                | País    | Año  |
| ---------------- | ------------------- | ------- | ---- |
| Torneo del Inca  | Alianza Lima        | Perú    | 2014 |
| Segunda División | Deportivo Maldonado | Uruguay | 2019 |

### Distinciones individuales
| Distinción                                                                     | Año  |
| ------------------------------------------------------------------------------ | ---- |
| Incluido en el equipo ideal del Campeonato Descentralizado según DeChalaca.com | 2013 |
| Incluido en el equipo ideal del Torneo del Inca según DeChalaca.com            | 2014 |
| Incluido en el equipo ideal del Campeonato Descentralizado según DeChalaca.com | 2014 |